# Mokro Polje
Mokro Polje (En alphabet cyrillique, Мокро Поље) est une localité de la municipalité d'Ervenik dans le comitat de Šibenik-Knin en Croatie. En 2001 la localité comptait 211 habitants.

## Histoire
Au XXe siècle, Mokro Polje, était un village de Yougoslavie peuplé à 100 % de Serbes. De 1990 à 1995, il fait partie de la République serbe de Krajina (RSK), entité serbe auto-proclamée de Croatie.

Aujourd'hui, un certain nombre d'habitants ayant dû fuir à cause de la guerre de Croatie reviennent à Mokro Polje, village natal pour beaucoup d'entre eux.
Mokro Polje est à présent un village marqué par la guerre mais où il règne un climat de bien-être. Les villageois sont très accueillants, et il n'est pas rare de les retrouver au bord de la Zrmanija afin de profiter de la pureté de cette eau.
Dans ce village se voit chaque année organisé, en général, le dernier week-end du mois de juillet, le Mokropolski susreti (rencontre à Mokro Polje) où se déroule une grande fête rythmée au son des chants traditionnels serbes.

## Géographie
Mokro Polje est traversé par la rivière Zrmanja. Le sol, constitué en majeure partie de pierre, laisse apparaître tout de même une terre couleur brique.

## Photos

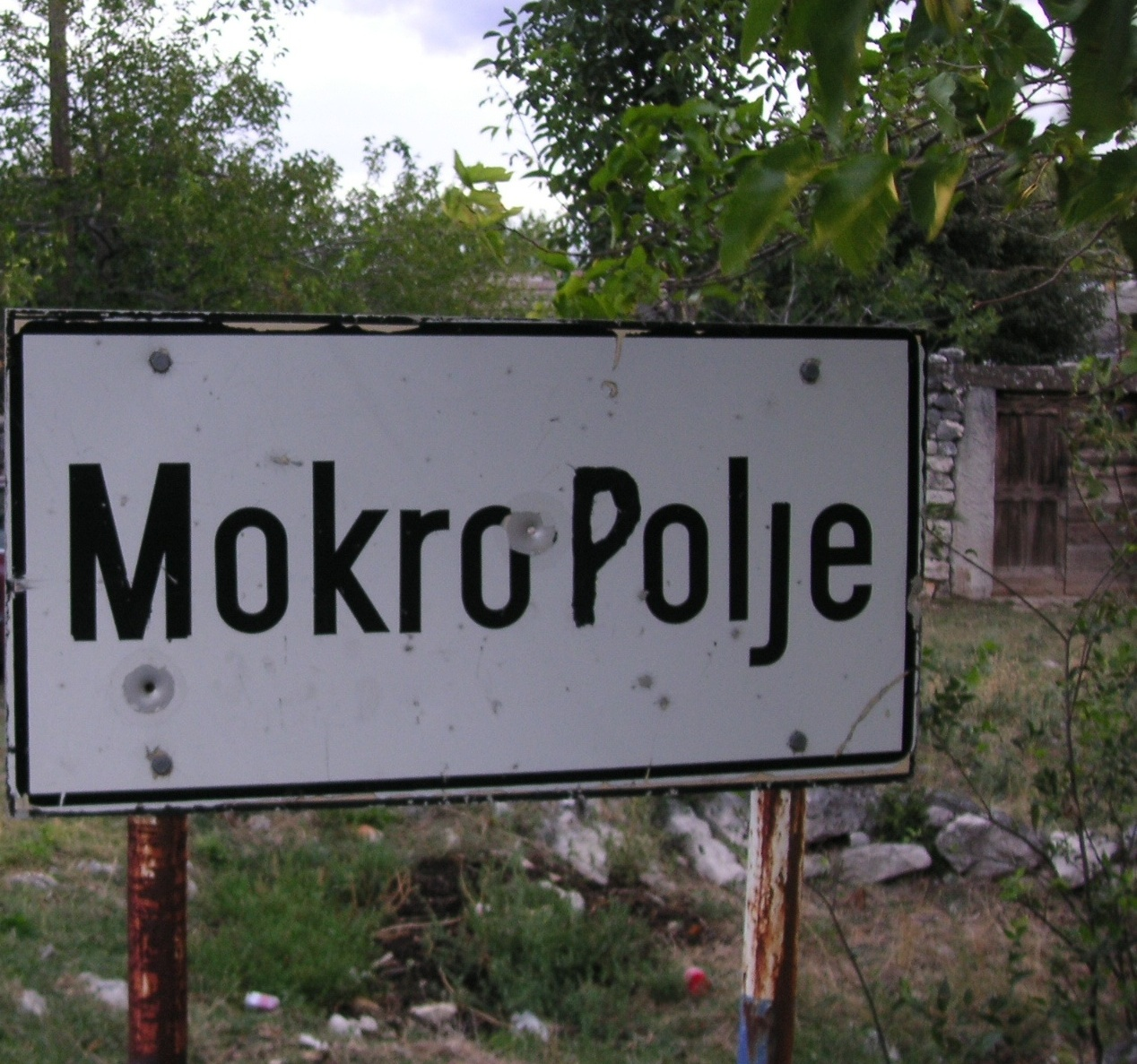
Entrée du village
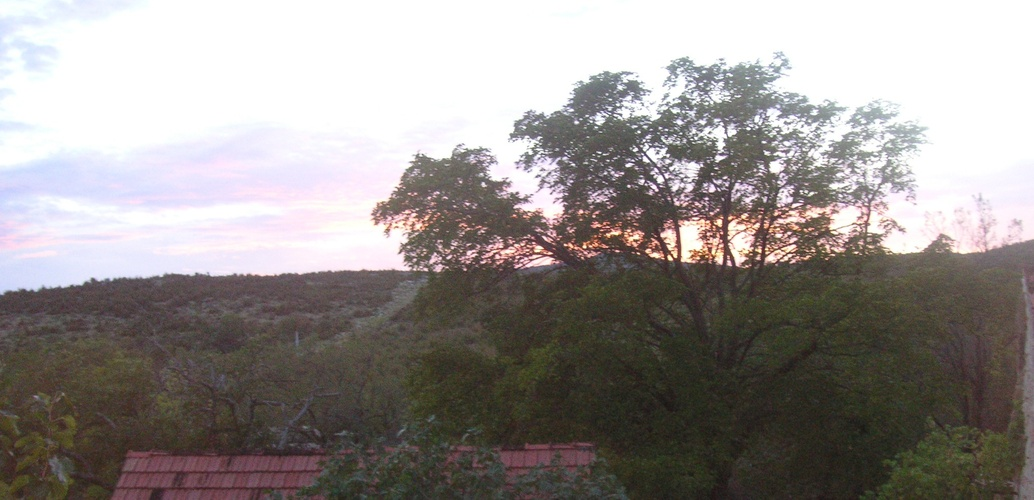
Coucher de soleil
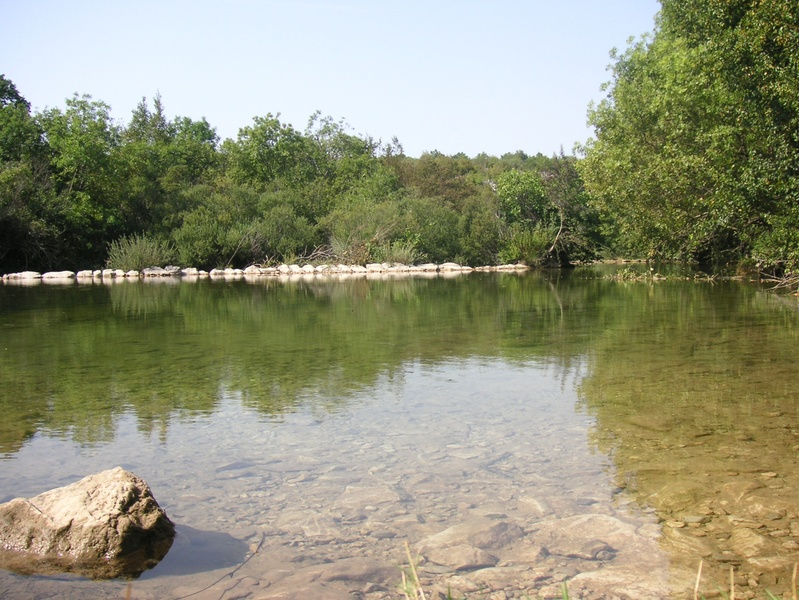
Zrmanja
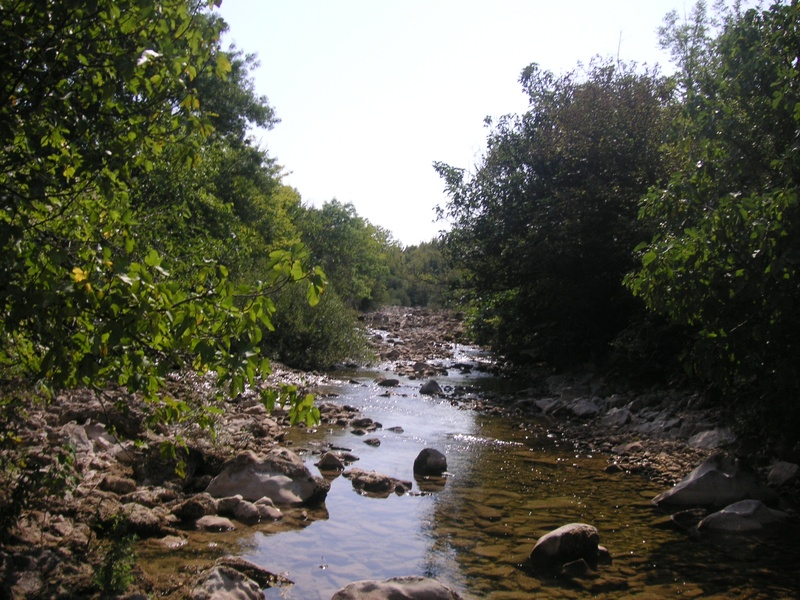
Zrmanja

Pouvez également voir plus en détail les photos de l'ensemble de Mokro Polje avec sa rivière ici :
http://hajduk.free.fr/MokroPolje2.html